# Imara
Koordinaten: 58° 7′ N, 22° 15′ O
Imara (von 1966 bis 1997 Imari) ist ein Dorf (estnisch küla) auf der größten estnischen Insel Saaremaa. Es gehört zur Landgemeinde Saaremaa (bis 2017: Landgemeinde Salme) im Kreis Saare.
Das Dorf an der Ostküste der Halbinsel Sõrve hat 30 Einwohner (Stand 31. Dezember 2011).